# Kabinet-Grant
Het kabinet–Grant was de uitvoerende macht van de Amerikaanse overheid van 4 maart 1869 tot 4 maart 1877. Generaal en bevelhebber van het Leger Ulysses S. Grant uit Illinois, de voormalig opperbevelhebber van de strijdkrachten tijdens de Amerikaanse Burgeroorlog van de Republikeinse Partij werd gekozen als de 18e president van de Verenigde Staten na het winnen van de presidentsverkiezingen van 1868 over de kandidaat van de Democratische Partij voormalig gouverneur van New York Horatio Seymour. Grant was met 46-jaar tot op dan de jongste gekozen president. Grant werd herkozen voor een tweede termijn in 1872 na het verslaan van de Democratische kandidaat voormalig Afgevaardigde voor New York en uitgever Horace Greeley. In 1875 maakte Grant bekend zich niet kandidaat te stellen voor een nieuwe termijn in de presidentsverkiezingen van 1876.
| Nr.     | Functie(s) | Functie(s)                            | Ambtsbekleder            | Ambtsbekleder                                            | Ambtstermijn     | Ambtstermijn      | Partij(en) |
| ------- | ---------- | ------------------------------------- | ------------------------ | -------------------------------------------------------- | ---------------- | ----------------- | ---------- |
| 18      |            | President van de Verenigde Staten     | Ulysses S. Grant         | Ulysses S. Grant (1822–1885)                             | 4 maart 1869     | 4 maart 1877      | R          |
| 17      |            | Vicepresident van de Verenigde Staten | Schuyler Colfax          | Schuyler Colfax (1823–1885)                              | 4 maart 1869     | 4 maart 1873      | R          |
| 18      |            | Vicepresident van de Verenigde Staten | Henry Wilson             | Henry Wilson (1812–1875)                                 | 4 maart 1873     | 22 november 1875  | R          |
|         |            | Vicepresident van de Verenigde Staten | Vacant                   |                                                          |                  |                   |            |
| Kabinet |            |                                       |                          |                                                          |                  |                   |            |
| Nr.     | Functie(s) | Functie(s)                            | Ambtsbekleder            | Ambtsbekleder                                            | Ambtstermijn     | Ambtstermijn      | Partij(en) |
| 25      |            | Minister van Buitenlandse Zaken       | Elihu Washburne          | Elihu Washburne (1816–1887)                              | 4 maart 1869     | 16 maart 1869     | R          |
| 26      |            | Minister van Buitenlandse Zaken       | Hamilton Fish            | Hamilton Fish (1808–1893)                                | 16 maart 1869    | 12 maart 1877     | R          |
|         |            | Minister van Financiën                | Vacant                   | Vacant                                                   | Vacant           | Vacant            | Vacant     |
| 28      |            | Minister van Financiën                | George Boutwell          | George Boutwell (1818–1905)                              | 12 maart 1869    | 17 maart 1873     | R          |
| 29      |            | Minister van Financiën                | William Adams Richardson | William Adams Richardson (1821–1896)                     | 17 maart 1873    | 4 juni 1874       | R          |
| 30      |            | Minister van Financiën                | Benjamin Bristow         | Benjamin Bristow (1832–1896)                             | 4 juni 1874      | 20 juni 1876      | R          |
|         |            | Minister van Financiën                | Vacant                   |                                                          |                  |                   |            |
| 31      |            | Minister van Financiën                | Lot Morrill              | Lot Morrill (1813–1883)                                  | 7 juli 1876      | 10 maart 1877     | R          |
| 28      |            | Minister van Oorlog                   | John Schofield           | Major general John Schofield (1831–1906)                 | 1 juni 1868      | 13 maart 1869     | R          |
| 29      |            | Minister van Oorlog                   | John Rawlins             | Major general John Rawlins (1831–1869)                   | 13 maart 1869    | 6 september 1869  | R          |
| [ 7 ]   |            | Minister van Oorlog                   | William Tecumseh Sherman | General of the Army William Tecumseh Sherman (1821–1891) | 6 september 1869 | 25 oktober 1869   | R          |
| 30      |            | Minister van Oorlog                   | William Belknap          | William Belknap (1823–1890)                              | 25 oktober 1869  | 2 maart 1876      | R          |
|         |            | Minister van Oorlog                   | Vacant                   |                                                          |                  |                   |            |
| 31      |            | Minister van Oorlog                   | Alphonso Taft            | Alphonso Taft (1810–1891)                                | 8 maart 1876     | 22 mei 1876       | R          |
| 32      |            | Minister van Oorlog                   | Donald Cameron           | Donald Cameron (1833–1918)                               | 22 mei 1876      | 4 maart 1877      | R          |
| 25      |            | Minister van de Marine                | Adolph Borie             | Adolph Borie (1809–1880)                                 | 4 maart 1869     | 25 juni 1869      | R          |
| 26      |            | Minister van de Marine                | George Robeson           | George Robeson (1829–1897)                               | 25 juni 1869     | 12 maart 1877     | R          |
| 30      |            | Minister van Justitie                 | Ebenezer Hoar            | Ebenezer Hoar (1816–1895)                                | 4 maart 1869     | 22 november 1870  | R          |
| 31      |            | Minister van Justitie                 | Amos Akerman             | Amos Akerman (1821–1880)                                 | 22 november 1870 | 14 december 1871  | R          |
| 32      |            | Minister van Justitie                 | George Williams          | George Williams (1823–1910)                              | 14 december 1871 | 25 april 1875     | R          |
| 33      |            | Minister van Justitie                 | Edwards Pierrepont       | Edwards Pierrepont (1817–1892)                           | 25 april 1875    | 22 mei 1876       | R          |
| 34      |            | Minister van Justitie                 | Alphonso Taft            | Alphonso Taft (1810–1891)                                | 22 mei 1876      | 4 maart 1877      | R          |
| 10      |            | Minister van Binnenlandse Zaken       | Jacob Cox                | Jacob Cox (1828–1900)                                    | 4 maart 1869     | 1 november 1870   | R          |
| 11      |            | Minister van Binnenlandse Zaken       | Columbus Delano          | Columbus Delano (1809–1896)                              | 1 november 1870  | 30 september 1875 | R          |
|         |            | Minister van Binnenlandse Zaken       | Vacant                   |                                                          |                  |                   |            |
| 12      |            | Minister van Binnenlandse Zaken       | Zachariah Chandler       | Zachariah Chandler (1813–1879)                           | 19 oktober 1875  | 12 maart 1877     | R          |
| 26      |            | Minister van Posterijen               | John Creswell            | John Creswell (1828–1891)                                | 4 maart 1869     | 22 juni 1874      | R          |
|         |            | Minister van Posterijen               | Vacant                   |                                                          |                  |                   |            |
| 27      |            | Minister van Posterijen               | James Marshall           | James Marshall (1822–1910)                               | 4 juli 1874      | 24 augustus 1874  | R          |
| 28      |            | Minister van Posterijen               | Marshall Jewell          | Marshall Jewell (1825–1883)                              | 24 augustus 1874 | 12 juli 1876      | R          |
| 29      |            | Minister van Posterijen               | James Tyner              | James Tyner (1826–1904)                                  | 12 juli 1876     | 4 maart 1877      | R          |

Washington ·
J. Adams ·
Jefferson ·
Madison ·
Monroe ·
J.Q. Adams ·
Jackson ·
Van Buren ·
W.H. Harrison ·
Tyler ·
Polk ·
Taylor ·
Fillmore ·
Pierce ·
Buchanan ·
Lincoln ·
A. Johnson ·
Grant ·
Hayes ·
Garfield ·
Arthur ·
Cleveland I ·
B. Harrison ·
Cleveland II ·
McKinley ·
T. Roosevelt ·
Taft ·
Wilson ·
Harding ·
Coolidge ·
Hoover ·
F.D. Roosevelt ·
Truman ·
Eisenhower ·
Kennedy ·
L.B. Johnson ·
Nixon ·
Ford ·
Carter ·
Reagan ·
G.H.W. Bush ·
Clinton ·
G.W. Bush ·
Obama ·
Trump I ·
Biden ·
Trump II